# John Hathaway
John Lawrence Hathaway é um lutador de MMA inglês, que compete no Peso Meio Médio do Ultimate Fighting Championship. Ele possui vitórias notáveis sobre Rick Story, Paul Taylor e Diego Sanchez.

## Carreira no MMA

### Ultimate Fighting Championship
Após assinar um contrato de quatro lutas com o UFC, Hathaway foi chamado para lutar contra Tom Egan no UFC 93. Após dominar o primeiro round, Hathaway conseguiu um TKO.
Hathaway enfrentou Rick Story no UFC 99. Hathaway venceu por Decisão Unânime.
Hathaway enfrentou o sriker Inglês Paul Taylor no UFC 105. Hathaway venceu por Decisão Unânime.
Hathaway fez a maior luta de sua carreira contra Diego Sanchez, que acabava de voltar aos Meio Médios no UFC 114. No primeiro round Hathaway sofreu um knockdown devido a uma joelhada, com uma queda Sanchez conseguiu dominar no ground and pound. Nos rounds seguintes, Hathaway utilizou a vantagem no alcance para golpear. Hathaway venceu por Decisão Unânime.
Hathaway era esperado para enfrentar Dong Hyun Kim no UFC 120, mas Kim foi forçado a se retirar devido a uma lesão. E foi substituído por Mike Pyle. Hathaway perdeu por Decisão Unânime.
Hathaway enfrentou Kris McCray no UFC Fight Night: Nogueira vs. Davis. A luta foi bem equilibrada para ambos, mas Hathaway saiu com uma vitória por Decisão Dividida.
Hathaway era esperado para enfrentar Pascal Krauss no UFC 138. Porém Krauss se retirou do combate alegando uma lesão no ombro, e seu substituto foi Matt Brown. Porém Hathaway foi forçado a se retirar da luta alegando uma lesão não revelada. Brown foi deslocado para o UFC 139.
A luta entre Hathaway e Krauss foi remarcada para o UFC on Fox: Diaz vs. Miller. Hathaway venceu por Decisão Unânime.
Hathaway enfrentou John Maguire no UFC on Fuel TV: Struve vs. Miocic e venceu por Decisão Unânime.
Hathaway era esperado para enfrentar Erick Silva no UFC on Fuel TV: Nogueira vs. Werdum, mas Hathaway se lesionou e foi substituído por Jason High.
Hathaway enfrentou Dong Hyun Kim em 1 de Março de 2014 no UFC Fight Night: Kim vs. Hathaway. Ele perdeu por nocaute no terceiro round.
Ele era esperado para enfrentar Gunnar Nelson em 11 de Julho de 2015 no UFC 189. No entanto, uma lesão o fez se retirar da luta e ser substituído por Brandon Thatch.

## Cartel no MMA
| Cartel no MMA   |             |            |
| 19 lutas        | 17 vitórias | 2 derrotas |
| Por nocaute     | 5           | 1          |
| Por finalização | 4           | 0          |
| Por decisão     | 8           | 1          |

| Res.    | Cartel | Oponente            | Método                       | Evento                            | Data       | Round | Tempo | Local                       | Notas |
| ------- | ------ | ------------------- | ---------------------------- | --------------------------------- | ---------- | ----- | ----- | --------------------------- | ----- |
| Derrota | 17-2   | Dong Hyun Kim       | Nocaute (cotovelada rodada)  | UFC Fight Night: Kim vs. Hathaway | 01/03/2014 | 3     | 1:02  | Cotai                       |       |
| Vitória | 17-1   | John Maguire        | Decisão (unânime)            | UFC on Fuel TV: Struve vs. Miocic | 29/09/2012 | 3     | 5:00  | Nottingham                  |       |
| Vitória | 16-1   | Pascal Krauss       | Decião (unânime)             | UFC on Fox: Diaz vs. Miller       | 05/05/2012 | 3     | 5:00  | East Rutherford, New Jersey |       |
| Vitória | 15-1   | Kris McCray         | Decisão (dividida)           | UFC Fight Night 24                | 26/03/2011 | 3     | 5:00  | Seattle, Washington         |       |
| Derrota | 14-1   | Mike Pyle           | Decisão (unânime)            | UFC 120                           | 16/10/2010 | 3     | 5:00  | London                      |       |
| Vitória | 14-0   | Diego Sanchez       | Decisão (unânime)            | UFC 114                           | 29/05/2010 | 3     | 5:00  | Las Vegas, Nevada           |       |
| Vitória | 13-0   | Paul Taylor         | Decisão (unânime)            | UFC 105                           | 14/11/2009 | 3     | 5:00  | Manchester                  |       |
| Vitória | 12-0   | Rick Story          | Decisão (unânime)            | UFC 99                            | 13/06/2009 | 3     | 5:00  | Cologne                     |       |
| Vitória | 11-0   | Tom Egan            | TKO (cotoveladas)            | UFC 93                            | 17/01/2009 | 1     | 4:36  | Dublin                      |       |
| Vitória | 10-0   | Jack Mason          | Finalização (socos)          | Cage Rage 28                      | 20/09/2008 | 1     | 2:41  | London                      |       |
| Vitória | 9-0    | Richard Griffin     | TKO                          | ZT Fight Night 12                 | 30/08/2008 | 1     | 2:41  | Brighton                    |       |
| Vitória | 8-0    | Marvin Arnold Bleau | TKO (socos)                  | Cage Rage 25                      | 08/03/2008 | 1     | 1:32  | London                      |       |
| Vitória | 7-0    | Tommy Maguire       | TKO (socos)                  | Cage Rage: Contenders 7           | 10/11/2007 | 2     | 3:17  | London                      |       |
| Vitória | 6-0    | Charles Barbosa     | Decisão (unânime)            | Cage Rage: Contenders 6           | 18/08/2007 | 3     | 5:00  | London                      |       |
| Vitória | 5-0    | Tarcio Santana      | Decisão (unânime)            | Cage Rage: Contenders 5           | 16/06/2007 | 3     | 5:00  | London                      |       |
| Vitória | 4-0    | Sergei Ussanov      | Finalização (mata leão)      | Cage Rage - Contenders 4          | 03/03/2007 | 1     | 2:08  | London                      |       |
| Vitória | 3-0    | Ludovic Perez       | Finalização (golpes)         | ZT Fight Night 4                  | 04/11/2006 | 1     | N/A   | London                      |       |
| Vitória | 2-0    | Wesley Felix        | TKO (interrupção do árbitro) | Full Contact Fight Night 3        | 15/07/2006 | 2     | 1:33  | Bracknell                   |       |
| Vitória | 1-0    | Jim Morris          | Finalização (mata leão)      | ZT Fight Night 2                  | 25/06/2006 | 1     | N/A   | Sussex                      |       |